# Смагин, Александр Евгеньевич
Александр Евгеньевич Смагин (21 августа 1967, Уфа — 1995) — советский и российский хоккеист, нападающий.
Начинал играть в команде второй лиги «Авангард» Уфа (1983/84 — 1986/87). Играл в переходном турнире 1987 года за «Салават Юлаев» Уфа. Сезон 1987/88 провёл в команде первой лиги СКА Свердловск, следующие шесть сезонов отыграл за СКА Ленинград/Санкт-Петербург. В сезоне 1994/95 выступал за «Ижорец».
Скончался летом 1995 года — во время кросса у него не выдержало сердце.